# 최신한
최신한(崔信瀚, 1956년 ~ )은 대한민국의 철학자이다. 대구 출신으로 계명대학교에서 영문학을 전공하였으며, 연세대학교에서 철학으로 석사학위를 받고 튀빙겐 대학교에서 철학으로 박사학위를 받았다. 한남대학교 교수로 재직하고 있으며 한국해석학회 회장을 지내고 국제헤겔연맹, 국제슐라이어마어학회 회원으로 있다. 저서로 《헤겔철학과 종교적 이념》 (1997), 《현대의 종교 담론과 종교철학의 변형》 (2018) 등이 있다.